# كوميديا موسيقية

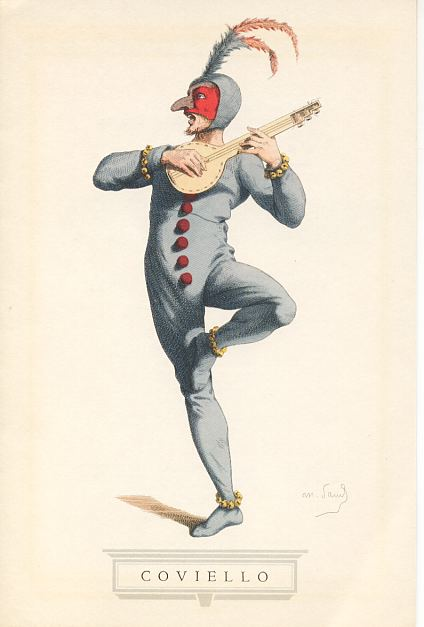

الكوميديا الموسيقية هي نوع من المسرحيات التي تحكي القصة من خلال الجمع بين الحوار والأغنية والرقص، بدأ هذا النوع من الفن في الولايات المتحدة خلال القرن التاسع عشر الميلادي، وظهرت من خلاله أفضل الأغاني الشعبية الشائعة. وتختلف الكوميديا الموسيقية عن الأعمال المسرحية الأخرى إذ قد يتكون برنامج الترويح المسرحي من الأغاني، والرقصات والفكاهة دون أن يحكي قصة محددة وهو يشبه في ذلك الأوبرا والتي تختلف عنه في الكلمات. وقد عرضت معظم الكوميديا الموسيقية الأمريكية المشهورة على مسرح برودواي، بمدينة نيويورك كما جاب بعضها أقطار العالم.